# Fouquescourt

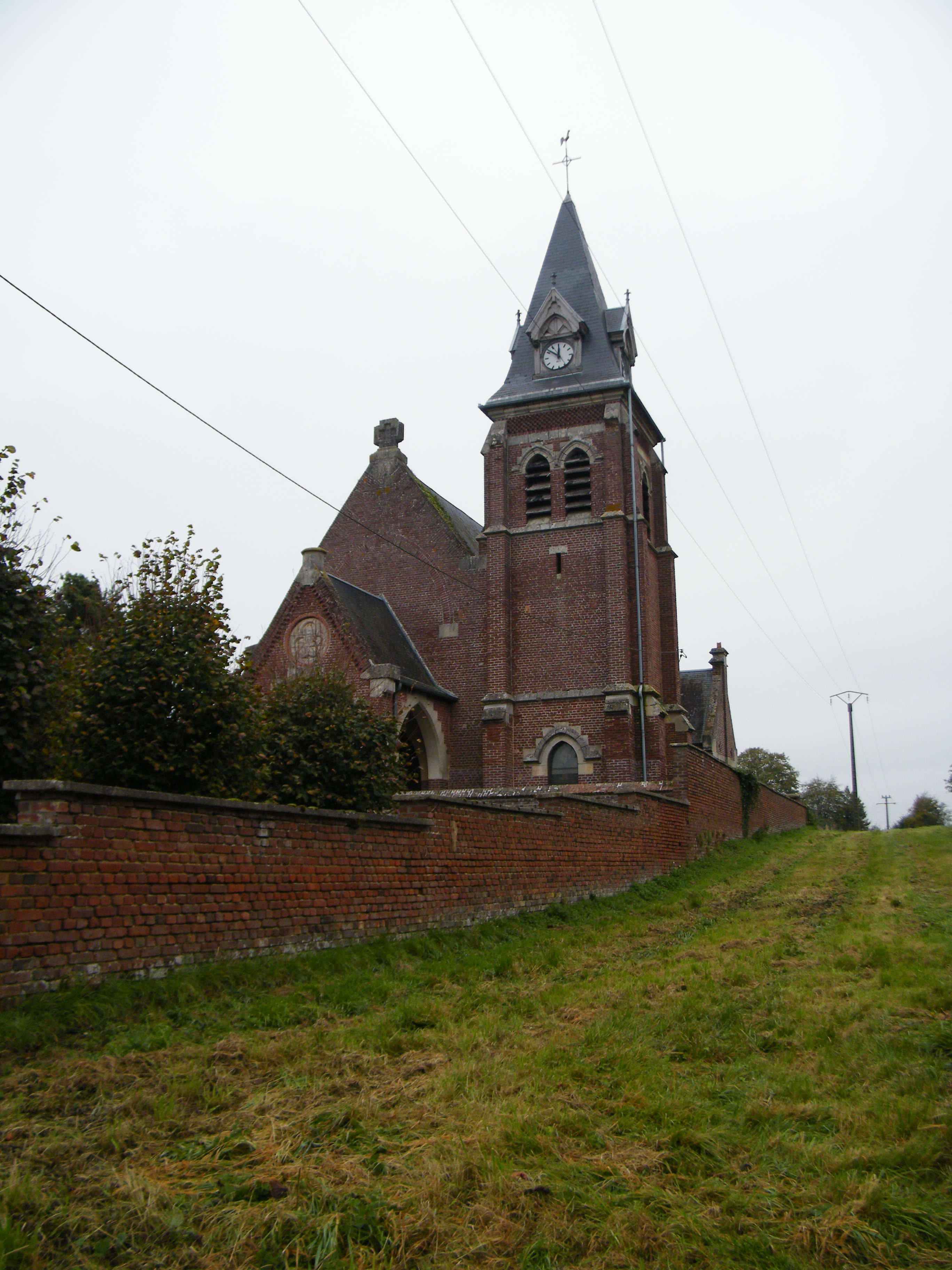
Kerk

Fouquescourt is een gemeente in het Franse departement Somme (regio Hauts-de-France) en telt 127 inwoners (1999). De plaats maakt deel uit van het arrondissement Montdidier.

## Geografie
De oppervlakte van Fouquescourt bedraagt 5,5 km², de bevolkingsdichtheid is 23,1 inwoners per km².
De onderstaande kaart toont de ligging van Fouquescourt met de belangrijkste infrastructuur en aangrenzende gemeenten.

## Demografie
Onderstaande figuur toont het verloop van het inwonertal (bron: INSEE-tellingen).